# محاولة اغتيال دونالد ترمب
في 13 يوليو 2024، نجا دونالد ترمب، الرئيس السابق للولايات المتحدة والمرشح المفترض للحزب الجمهوري في الانتخابات الرئاسية لعام 2024، من محاولة اغتيال أثناء إلقائه خطابًا في تجمع انتخابي بالقرب من بتلر، بنسلفانيا. أُصيب ترمب برصاصة في الجزء العلوي من أذنه اليمنى من قبل توماس ماثيو كروكس، وهو شاب يبلغ من العمر 20 عامًا من بيتل بارك، بنسلفانيا، أطلق ثماني طلقات من بندقية من طراز إيه آر-15 من فوق سطح مبنى يقع على بعد نحو 400 قدم (120 مترًا) من المنصة. قتل كروكس أحد الحاضرين، كوري كومبيراتور، وأصاب بجروح خطيرة اثنين آخرين من الحضور. تم إطلاق النار على كروكس وقتله على يد فريق القناصة المضاد التابع للخدمة السرية الأمريكية.
صرح ترمب أن إمالة الرأس في الثانية الأخيرة ربما أنقذته من إصابة قاتلة. تمت حمايته من قبل الخدمة السرية ونُقل إلى المستشفى، حيث عولج وسُرّح بحالة مستقرة في نفس اليوم. أظهرت لقطات فيديو ترمب يمسك بأذنه ثم يرفع قبضته في الهواء ويصرخ «قاتلوا!» بينما اصطحبه أفراد الخدمة السرية بعيدًا عن المنصة. التقط المصور الصحفي إيفان فوتشي من وكالة أسوشيتد برس صورًا لترمب مضرجًا بالدماء وهو يرفع قبضته في الهواء، وانتشرت بسرعة على وسائل التواصل الاجتماعي. ظهر ترمب علنًا لأول مرة بعد إطلاق النار بيومين في المؤتمر الوطني الجمهوري لعام 2024 في ميلووكي، ويسكنسن.
في أعقاب ذلك، كان هناك تدقيق كبير في الإجراءات الأمنية. تعرضت الخدمة السرية لانتقادات لعدم تأمين السطح الذي صوب منه مطلق النار بشكل كافٍ، مما أدى إلى استقالة مديرة الوكالة كيمبرلي شيتل. أمر الرئيس جو بايدن بإجراء تحقيق مستقل للأمن في التجمع. أدان بايدن أيضًا العنف ودعا إلى الحد من الخطاب السياسي الساخن، مؤكدًا على أهمية حل الخلافات السياسية بطرق سلمية. انتشرت المعلومات المضللة وسوء تفسير المعلومات ونظريات المؤامرة بسرعة على وسائل التواصل الاجتماعي بعد إطلاق النار. دعا المشرعون إلى زيادة الحماية الأمنية للمرشحين الرئيسيين في الانتخابات.

## خلفية
كان دونالد ترمب في وقت الحادث، المرشح الجمهوري المفترض في الانتخابات الرئاسية لعام 2024. وقع إطلاق النار قبل يومين من بداية 15 يوليو للمؤتمر الوطني الجمهوري لعام 2024 في ميلووكي، ويسكنسن. حدثت محاولة سابقة للعنف ضد ترمب خلال أحد تجمعاته في عام 2016، عندما حاول رجل الاستيلاء على سلاح ضابط أمن في تجمع خارج لاس فيغاس.
في 3 يوليو 2024، تم الإعلان عن أن ترمب سيعقد تجمعًا في 13 يوليو في أراضي معرض بتلر فارم في بلدة كونكنيسينغ وميريديان، بالقرب من بتلر، بنسلفانيا. في 10 يوليو، بدأ فريق متقدم التجهيز للتجمع، بما في ذلك تركيب المولدات في حقل كبير مفتوح. كان التجمع جزءًا من محاولات حملة ترمب لجذب الأصوات في بنسلفانيا، التي تشير بعض الاستطلاعات إلى أنها ولاية متأرجحة؛ تمتلك الولاية 19 صوتًا في المجمع الانتخابي. تمت دعوة ديفيد مكورميك، المرشح الجمهوري في انتخابات مجلس الشيوخ الأمريكي المتزامنة في الولاية، للظهور على المنصة خلال التجمع لزيادة الدعم لحملته. قال ممثل الولايات المتحدة مايك كيلي إنه اتصل بحملة ترمب للتوصية بعقد التجمع في منطقة يمكنها استيعاب حشد أكبر من أراضي معرض بتلر فارم، وأن ردهم كان «نقدر مساهمتك لكننا اتخذنا قرارنا مسبقًا».
يتم فحص الحاضرين في تجمعات ترمب للتأكد من عدم وجود مواد محظورة، بما في ذلك الأسلحة. تقوم الخدمة السرية بفحص ومراقبة المباني والشركات القريبة بشكل روتيني، بما في ذلك المنشآت خارج المحيطات الأمنية. تم تكليف أربعة فرق منفصلة لمكافحة القناصة في الحدث، اثنان من الخدمة السرية واثنان من سلطات إنفاذ القانون المحلية. شاركت شرطة ولاية بنسلفانيا، التي تعمل كوكالة لإنفاذ القانون لبلدة كونكنيسينغ، أيضًا في الأمور الأمنية. تم تكليف شرطة بلدة بتلر بمهام المرور. لم يكن لدى مكتب التحقيقات الفيدرالي أي معلومات حول أي تهديدات محددة قبل الحدث. كانت الخدمة السرية قد زادت من تفاصيل الحماية لترمب في الأسابيع السابقة بسبب معلومات استخباراتية تشير إلى أن إيران كانت تخطط لاغتيال ترمب، مما دفع الخدمة السرية إلى تعزيز الإجراءات الأمنية قبل الحادث. نفى وزير الخارجية الإيراني بالوكالة هذا الادعاء.

## إطلاق النار
في يوم محاولة الاغتيال، استعار توماس ماثيو كروكس بندقية والده - بندقية من نوع إيه آر-15 من إنتاج مصنع دي بّي إم إس بانثر آرمز بماسورة يبلغ طولها 16 بوصة (41 سم)، محشوة بعيار5.56x45 مم ناتو، وكانت فعالة في النطاق الذي أراده كروكس، ووصفها المسؤولون الفيدراليون بأنها بندقية متوسطة النوع. اشترى بعد ذلك 50 طلقة ذخيرة من متجر للأسلحة النارية واشترى سلمًا بطول خمسة أقدام (1.5 متر) قبل أن يقود سيارته إلى موقع التجمع مع عبوة ناسفة في صندوق سيارته. صعد إلى سطح مبنى يقع على بعد نحو 400 قدم (120 مترًا) شمال المنصة في مكان الحدث. كان المبنى يضم ثلاثة قناصة شرطة مكلفين بتغطية التجمع، لكن لم يكن أي منهم متمركزًا على السطح بسبب نقص القوى العاملة. لم يخضع كروكس لفحص أمني، لأن موقعه على السطح كان، وفقًا لمسؤولي إنفاذ القانون، خارج المحيط الأمني للخدمة السرية للتجمع.
قبل الساعة 5:45 مساءً بتوقيت شرق الولايات المتحدة وفقًا لمحطة دبليو بّي إكس آي، رأى ضابط شرطة كروكس على الأرض وبلغ عنه، مع صورة، كشخص مشبوه. بحث ضابط عن كروكس لكنه لم يجده. تعرف العديد من ضباط إنفاذ القانون المحليين على كروكس واعتقدوا أنه ربما كان يتصرف بشكل مريب بالقرب من أجهزة كشف المعادن في الحدث؛ وأعربوا عن شكوكهم عبر الراديو، وكانت اتصالاتهم اللاسلكية متاحة للخدمة السرية. في الساعة 5:45 مساءً، رأى أحد أعضاء وحدة خدمات الطوارئ في مقاطعة بيفر كروكس على سطح مبنى، وأخطر الأجهزة الأمنية الأخرى، والتقط صورةً له. رأى الضابط كروكس «يفحص» سطح المبنى ويحمل أداة تحديد المدى الخاصة بالغولف. رصد ضباط الخدمة السرية كروكس على السطح قبل حوالي 20 دقيقة من إطلاق النار. أشارت التقارير إلى أن العديد من المارة شاهدوا أيضًا رجلًا على السطح يحمل بندقية وأبلغوا الشرطة عنه قبل إطلاق النار على ترمب بدقيقة ونصف تقريبًا. حاول ضابط شرطة بلدة بتلر، بمساعدة ضابط آخر، تسلق سطح المبنى بحثًا عن الرجل المبلغ عنه. رصد كروكس الضابط بينما كانت يداه متشبثتين بحافة السطح وصوب بندقيته نحوه، عندها ترك الضابط الحافة وسقط من ارتفاع 8 أقدام (2.4 متر) على الأرض، مما أدى إلى إصابة كاحله بجروح خطيرة. حاول كروكس تنفيذ عملية الاغتيال فور المواجهة مع الضابط.
وصل ترمب إلى المنصة حوالي الساعة 6:03 مساءً. وبعد بضع دقائق من خطابه، في حوالي الساعة 6:11 مساءً، أطلق كروكس ثماني طلقات على التجمع، مما أسفر عن إصابة ترمب وثلاثة من الحضور قبل أن يقتله قناص من الخدمة السرية بعد ثوانٍ. عند سماع الطلقات، صرخ الحاضرون «انحنوا!» من المحتمل أن تكون اثنتين من الرصاصات قد أطلقتهما سلطات إنفاذ القانون، واحدة فور إطلاق كروكس النار، وأخرى بعد 16 ثانية. من المحتمل أن رؤية القناصة من الخدمة السرية لكروكس قد عُرقلت وهو يزحف إلى وضع إطلاق النار بسبب ميل السطح الذي كان عليه كروكس، وكان فريق القناصة الشمالي على وجه الخصوص يعاني من انسداد خط الرؤية بسبب الأشجار. جاء تأكيد إضافي لعرقلة خط الرؤية للقناصة المضادين من خلال محاكاة ثلاثية الأبعاد لإطلاق النار أعدتها صحيفة نيويورك تايمز، التي أفادت بأن «المسلح كان مختبئًا إلى حد كبير من خلال الشجرتين ومنحدر سطح مبنى المستودع، الذي استخدمه كنقطة انطلاق».

أصيب ترمب في أعلى أذنه اليمنى. رفع يده إلى أذنه قبل أن ينخفض خلف المنصة بحثًا عن غطاء. اندفع عملاء الخدمة السرية نحو ترمب وشكلوا درعًا لحمايته. بعد حوالي 25 ثانية، تم الإعلان عن أن المهاجم «مات» وساعد العملاء ترمب على النهوض. كان الدم واضحًا على أذنه ووجهه. طلب من عملاء الخدمة السرية أن يدعوه يرتدي حذاءه. وفقًا لترمب، قال إن العملاء «اصطدموا بي بشدة لدرجة أن حذائي سقط». صرح قارئ الشفاه أن ترمب قال «ماذا؟ دم على وجهي؟»، مما يشير إلى أن أحدهم أخبره بأنه كان ينزف. أثناء مغادرته المنصة، طلب ترمب من عملاء الخدمة السرية الانتظار ثم رفع قبضته، وضرب بها الهواء نحو الحشد، وصرخ أو نطق بكلمات «قاتلوا! قاتلوا! قاتلوا!» استجاب الحشد بالتصفيق والهتافات «يو إس إيه!»
عندما نهضت محاطًا بالخدمة السرية، كان الحشد في حيرة لأنهم ظنوا أنني ميت. وكان هناك حزن كبير جدًا. رأيت ذلك على وجوههم عندما نظرت إليهم. لم يعرفوا أنني أنظر باتجاههم، ظنوا أن الأمر قد انتهى. لقد رأيت ذلك، أردت أن أفعل شيئًا لأخبرهم أنني بخير. رفعت ذراعي اليمنى، نظرت إلى الآلاف والآلاف من الناس الذين كانوا ينتظرون بلهفة وبدأت بالصراخ، قاتلوا! قاتلوا! قاتلوا! قاتلوا! قاتلوا!

- دونالد ترمب
تم بعد ذلك مرافقة ترمب إلى سيارة ونقله إلى مستشفى قريب.
نسب ترمب الفضل في إنقاذ حياته إلى مخطط كبير يعرض إحصاءات الهجرة. مباشرة قبل الطلقة الأولى، أدار رأسه إلى يمينه، نحو المخطط، وأشار إليه. قد تكون هذه الحركة قد ضيقت الصورة الجانبية لرأس ترمب في اتجاه مطلق النار، مما أنقذه من الإصابة برصاصة مباشرة في جمجمته. قال ترمب لاحقًا، «لو لم أشير إلى ذلك المخطط وأدير رأسي للنظر إليه، لكانت تلك الرصاصة أصابتني مباشرة في الرأس».

## الضحايا
بمعزل عن ترمب، أُصيب ثلاثة رجال. قُتل كوري كومبيراتور من سارفار، بنسلفانيا، في الهجوم. كان كومبيراتور، البالغ من العمر 50 عامًا، يعمل كمهندس مشاريع وأدوات وكان رئيسًا سابقًا لشركة الإطفاء التطوعية في بلدة بافالو. وفقًا لعائلته وحاكم بنسلفانيا جوش شابيرو، توفي كومبيراتور بينما كان يحمي زوجته وابنتيه من إطلاق النار.
وأصيب اثنان آخران من الحضور بجروح خطيرة. كان كلاهما في حالة مستقرة في اليوم التالي. قال ممثل الولايات المتحدة روني جاكسون أن رصاصة خدشت رقبة ابن أخيه.
أصيب أربعة من ضباط الشرطة الذين كانوا على بعد أقدام فقط من ترمب بجروح طفيفة من الحطام المتطاير عندما أصابت الرصاصات أشياء قريبة.

## الجاني
في 14 يوليو، حدد مكتب التحقيقات الفيدرالي هوية الجاني على أنه توماس ماثيو كروكس، البالغ من العمر 20 عامًا، من بيتل بارك، بنسلفانيا، والتي تبعد حوالي ساعة عن مكان التجمع. يُعتقد أن كروكس تصرف بمفرده. السلاح الذي استخدمه كروكس كان قد اشتراه والده بشكل قانوني، وفقًا لمصادر إنفاذ القانون. لم يكن لديه سجل جنائي. وقال مكتب التحقيقات الفيدرالي إنه «لم يكن هناك أي مؤشر على أي مشاكل تتعلق بالصحة العقلية لكروكس».
التحق كروكس بمدرسة بيتل بارك الثانوية وتخرج من كلية المجتمع في مقاطعة أليغيني قبل شهرين من إطلاق النار. عمل كروكس كمساعد غذائي في مطبخ دار رعاية مسنين قريبة. وصفه بعض الأشخاص الذين عرفوه بأنه هادئ، وقال زميل سابق في الدراسة إنه كان يتعرض للتنمر «يوميًا» في المدرسة بسبب ارتدائه الزي العسكري المموه إلى الصف. وصف معظم الجيران أيضًا كروكس بأنه هادئ وشخص «عادي». كان كروكس عضوًا في نادي كليرتون الرياضي، الذي يحتوي على ميدان رماية بطول 200 ياردة (180 مترًا).
لم تقدم السجلات العامة أي مؤشر واضح على وجهات نظر كروكس؛ أنشطته السياسية تبدو متناقضة، مع عدم وجود منشورات معروفة على مواقع التواصل الاجتماعي أو كتابات تشير إلى إيديولوجية معينة. تضمن نشاطه على الإنترنت قبل الهجوم عمليات بحث تتعلق بحادثة إطلاق النار في مدرسة أكسفورد الثانوية في 2021 والبحث عن سياسيين آخرين وأحداث متعلقة بهم.
صرحت السلطات بأنها لا تعرف ما هي وجهات نظره السياسية، أو ما إذا كانت محاولة الاغتيال مرتبطة بها. كان مسجلًا كجمهوري؛ وكان تسجيل الناخبين الخاص به نشطًا منذ سبتمبر 2021، الشهر الذي بلغ فيه 18 عامًا. تظهر سجلات تمويل الحملة الفيدرالية أنه في 20 يناير 2021، عندما كان في السابعة عشرة من عمره، تبرع كروكس بمبلغ 15 دولارًا لمجموعة مشاركة انتخابية، وهي مشروع الإقبال التقدمي، من خلال منصة تسمى ActBlue، والتي يستخدمها الديمقراطيون والمنظمات التقدمية.

## العواقب
نُقل ترمب إلى مستشفى بتلر ميموريال للفحص فورًا بعد إطلاق النار. أكد متحدث باسم الخدمة السرية أنه بأمان. لم تُقدم أي معلومات عن رعايته الطبية. غادر موكب ترمب المستشفى حوالي الساعة 9:30 مساءً بتوقيت شرق الولايات المتحدة متجهًا إلى مطار بيتسبرغ الدولي. هبط ترمب في مطار نيوارك ليبرتي الدولي في نيو جيرسي في الساعات الأولى من 14 يوليو وقضى الليل في نادي ترمب الوطني للغولف في بيدمنستر. تم تعزيز الأمن في برج ترمب ومؤتمر الحزب الجمهوري الوطني بعد إطلاق النار.
حضر ترمب المؤتمر الوطني للحزب الجمهوري في 15 يوليو مع ضمادة تغطي أذنه اليمنى بالكامل. بدأ عدة حضور في المؤتمر يرتدون ضمادات أذن مزيفة خلال المؤتمر، وقال استراتيجي جمهوري لواشنطن بوست: «كانت لحظة سريالية حقًا ما يزال الناس يعالجونها، وهذا عرض واضح للتضامن في لحظة سياسية صنع عنها الكثير من الميمز». وبحسب ما ورد بدأ هذا الزي مع مندوب أريزونا جو نيغليا، حيث صرح نيغليا بأنه صنع ضمادته في طريقه إلى ميلووكي بعد رؤية ترمب يرتدي واحدة خلال أول ظهور له بعد محاولة اغتياله.
نظمت حملة ترمب حملة لجمع التبرعات عبر منصة GoFundMe للمتضررين في التجمع، وجمعت أكثر من 2 مليون دولار بحلول 14 يوليو. تم إحضار زي الإطفاء الخاص بكومبيراتور، الذي كُتب عليه اسمه بشكل خاطئ «Compertore»، إلى المنصة خلال خطاب ترمب في المؤتمر الوطني الجمهوري. قبّل ترمب خوذة كومبيراتور. أقيمت جنازة كومبيراتور في اليوم التالي في 19 يوليو.
بعد إطلاق النار، شهدت الأسهم المرتبطة بمصالح ترمب في وسائل الإعلام والتكنولوجيا زيادة كبيرة، وكذلك أسهم الشركات الأخرى التي يمكن أن تستفيد من رئاسة دونالد ترمب، مثل أسهم العملات المشفرة وأسهم الأسلحة. ارتفعت أسهم مجموعة ترمب للإعلام والتكنولوجيا بنسبة 31%، مما رفع قيمتها السوقية إلى 7.7 مليار دولار، وشهدت الأسهم الرئيسية المتعلقة بالعملات المشفرة، بما في ذلك كوينبيس وRiot Platforms الخاصة بالبيتكوين وماراثون ديجيتال، زيادات تتراوح بين 11% و18%. شهدت منصة مشاركة الفيديو Rumble، المعروفة بشعبيتها بين المشاهدين المحافظين، زيادة في سعر سهمها بنسبة 21%. يعكس هذا الاندفاع المفاجئ ثقة المستثمرين المتزايدة في فرص ترمب في الفوز في الانتخابات الرئاسية الأمريكية المقبلة.